# 黒手組

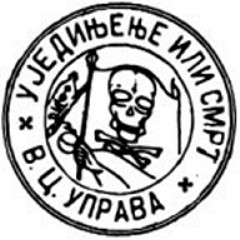

黒手組（くろてぐみ、セルビア語表記：Црна рука ツルナ・ルカ）は、セルビアの民族主義者により1911年に結成された秘密組織・テロ組織。日本語では「黒い手」「ブラックハンド」とも訳す。組織の正式名称は「統一か死か（Уједињење или смрт ウイェディニェニェ・イリ・スムルト）」。

## 概要
すべてのセルビア人居住地域、特にオーストリア・ハンガリー帝国領であったボスニア・ヘルツェゴビナの併合を目標としていた。 
組織のメンバーはみなセルビア民族主義を奉じていることは同じであったが、組織が直属の上司1人と部下2人、部下がそれぞれ2人ずつ部下を持っていて上司と部下2人の3人以外とは意思の疎通ができない仕組みの組織になっていた為にその中身は様々であった。クーデターを目論む陸軍将校、理想主義を信ずる学生、時には共和制を目指す者さえいた。指導者は1903年のクーデターでセルビア国王アレクサンダル・オブレノヴィチを殺害したドラグーティン・ディミトリエヴィチ（暗号名「アピス」）であった。
1914年のサラエヴォにおいてオーストリア皇太子フランツ・フェルディナント大公を暗殺したサラエヴォ事件に関与した。
サラエヴォ事件をきっかけとして、オーストリア・ハンガリー帝国はセルビア王国に宣戦布告し、第一次世界大戦が開始された。その後、ニコラ・パシッチ首相率いるセルビアは最終的に敗退し、ギリシャのイオニア諸島コルフ島とテッサロニキに逃れて亡命政権を樹立。パシッチらは戦争の元凶だとして1916年に黒手組を解散させ、アピスら指導者を反逆罪で逮捕した。そして翌1917年にアピスと同志6人は銃殺刑に処せられた。